# 1901
1901 (MCMI) fue un año común comenzado en martes según el calendario gregoriano. También fue el primer año del siglo XX.

## Acontecimientos

### Enero
- 1 de enero: primer día del siglo XX
- 1 de enero: se establece la Commonwealth de Australia, segundo dominio británico, mediante la unión de seis colonias.
- 1 de enero: Nigeria se convierte en «protectorado» británico.
- 1 de enero: en España empieza a regir el horario oficial por el meridiano de Greenwich.
- 1 de enero: en la colonia francesa de Madagascar se inaugura la primera autopista del mundo, con una longitud de 200 km.

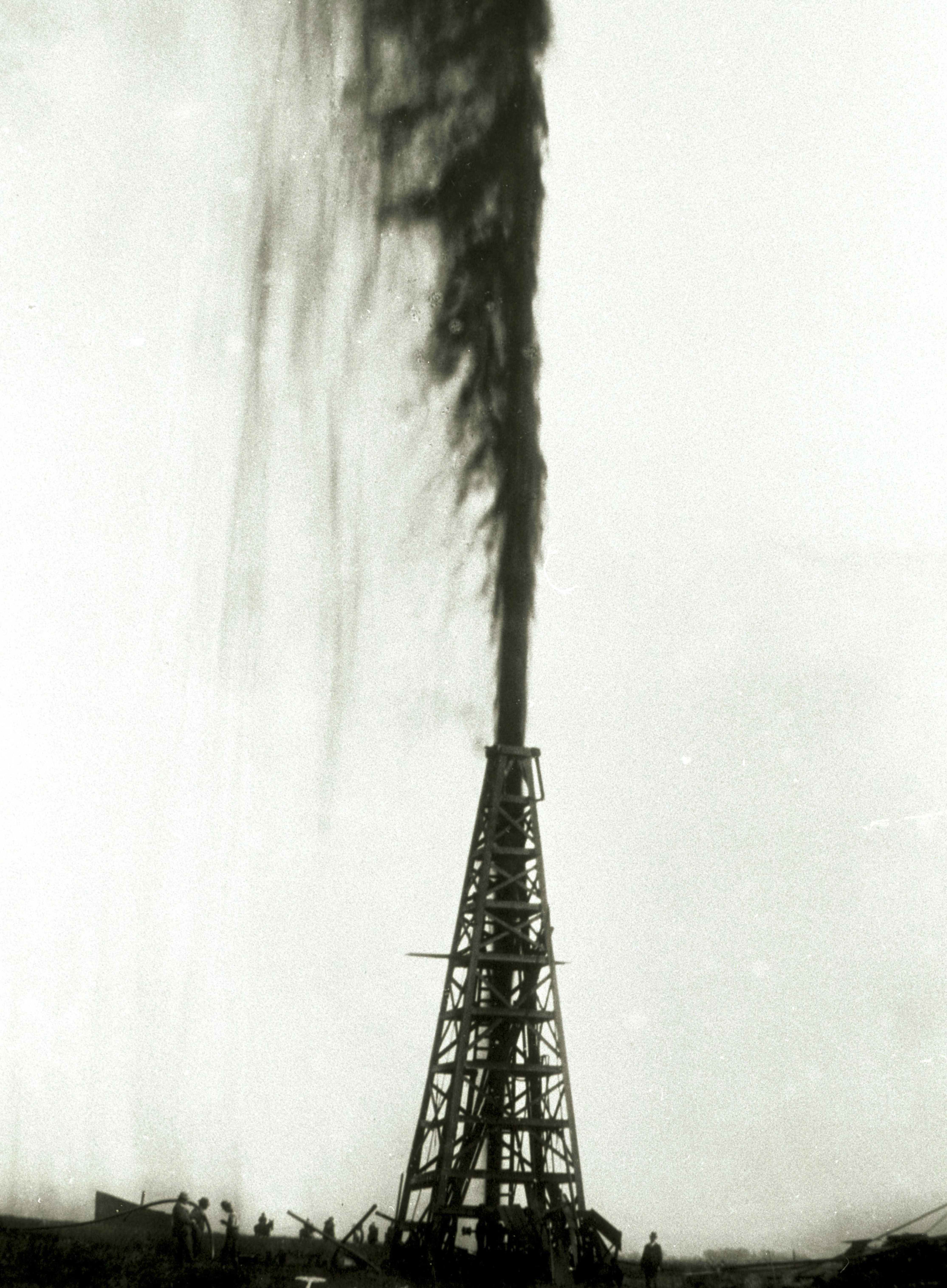
En Texas (Estados Unidos) se encuentra petróleo el 10 de enero de 1901.

- 22 de enero: en Inglaterra, Eduardo VII sucede en el trono a la fallecida Victoria I.

### Febrero
- 1 de febrero: en Barcelona se inaugura el Parque de Atracciones Tibidabo.
- 1 de febrero: Pablo Picasso y Francisco de Asís Soler fundan la revista Arte joven, de la que se publican 5 números, con redacción en la calle del Olivar del barrio de Lavapiés de Madrid.
- 1 de febrero: en Bakú (actual Azerbaiyán) se producen incendios en los campos petrolíferos rusos.
- 7 de febrero: en La Haya se celebra la boda de la reina Guillermina con el duque Enrique de Mecklemburgo.
- 9 de febrero: Agenor Goluchowski, ministro austrohúngaro de Asuntos Exteriores, garantiza la soberanía de la Sublime Puerta, en una carta dirigida a su homólogo italiano.
- 14 de febrero: en Madrid, Mercedes de Borbón (princesa de Asturias) se casa con Carlos de Borbón, lo que provoca vivas protestas.
- 15 de febrero: el Gobierno de Estados Unidos se niega a aceptar la constitución de Cuba como país independiente de Estados Unidos.
- 15 de febrero: Se funda en Lima el Club Alianza Lima bajo el nombre de "Sport Alianza". Uno de los más grandes clubes de fútbol del Perú.
- 21 de febrero: Albert Einstein se convierte en ciudadano de Zúrich.
- 23 de febrero: en la provincia de Chubut (Argentina) se funda el pueblo Comodoro Rivadavia.
- 23 de febrero: se produce el hundimiento del vapor británico City of the Río de Janeiro, siniestro en el que mueren 130 personas.

### Marzo
- 1 de marzo: de Elberfeld (actual Wuppertal, en Alemania) entra en servicio el primer tramo parcial de ferrocarril elevado.
- 23 de marzo: Estados Unidos entrega a España el precio de la venta de las islas de Joló (Filipinas).
- 23 de marzo: el mundo se entera de que en Transvaal (en el sur de África), niños y mujeres bóeres mueren de hambre en los campos de concentración británicos.
- 28 de marzo: Emilio Aguinaldo y Famy, primer presidente de Filipinas, fue capturado por fuerzas de los Estados Unidos en medio de la guerra filipino-estadounidense.
- 31 de marzo: Un terremoto de 7,2 sacude el Mar Negro generando un tsunami de 5 metros que devasta las áreas costeras de Bulgaria y Rumanía.

### Abril
- 1 de abril: en España se celebran numerosos mítines anticlericales, especialmente en La Coruña y Málaga.
- 1 de abril: en España se establecen las normas para regular la circulación de tranvías.
- 6 de abril: en Suiza surgen las disputas por el derecho de asilo.

### Mayo
- 3 de mayo: en Jacksonville (Florida) empieza el Gran Incendio de 1901.
- 5 de mayo: en México termina la Guerra de independencia maya, aunque grupos rebeldes indígenas seguirán siendo exterminados a lo largo de la siguiente década.
- 9 de mayo: en Melbourne (Australia) se abre el primer parlamento australiano.
- 14 de mayo: es cazada la última ballena de la costa Vasca.
- 17 de mayo: en Estados Unidos quiebra el mercado de valores.
- 24 de mayo: en Caerphilly (sur de Gales) mueren 78 mineros.
- 25 de mayo: en Buenos Aires, se funda el Club Atlético River Plate.
- 27 de mayo: en Nueva Jersey, se funda la Edison Storage Battery Company.
- 28 de mayo: en Irán (conocido como Persia en Occidente hasta 1935), el hombre de negocios británico William Knox D'Arcy compra por 20 000 libras esterlinas el monopolio de las prospecciones petrolíferas durante 60 años, en un territorio de 1.200.000 kilómetros cuadrados.

### Junio
- 12 de junio: Estados Unidos establece un «protectorado» de hecho sobre Cuba (mediante la enmienda Platt), y se asegura, mediante arriendo, la base de Guantánamo (que actualmente funge como base militar y centro de detención).
- 12 de junio: en la Academia de Ciencias de París, el físico francés Henri Becquerel hace una demostración sobre radioactividad.
- 21 y 23 de junio: en Francia se funda el Partido Radical y Radical Socialista.

### Julio
- 8 de julio: Se funda en Cuzco el Club Cienciano. Emblemático club de la ciudad imperial y único club peruano hasta la fecha en conseguir títulos internacionales habiendo ganado la Copa Sudamericana y la Recopa Sudamericana.
- 20 de julio: representantes del sultán Abd al-Aziz de Marruecos y del gobernador general francés en Argelia, Paul Révoil, firman el Protocolo de París, que delimita la frontera entre Marruecos y la Argelia francesa.

### Agosto
- 23 de agosto: en Francia se escala por vez primera el Aiguille du Dru y Le petit Aiguille du Dru.
- 31 de agosto: en Guipúzcoa (País Vasco), la redacción del diario Correo de Guipúzcoa es asaltada por marinos de guerra.
- 31 de agosto: en Chile, Germán Riesco es proclamado presidente de la República.

### Septiembre
- 14 de septiembre: Theodore Roosevelt asume la presidencia de los Estados Unidos tras el asesinato de William McKinley.

### Octubre
- 28 de octubre: se funda el Pachuca Atléthic Club.

### Noviembre
- 13 de noviembre: Un terremoto de 7,0 sacude el estado de Utah.
- 16 de noviembre: Un terremoto de 6,9 sacude el municipio neozelandés de Cheviot.
- 18 de noviembre: mediante el Tratado Hay-Pauncefote, el Reino Unido cede a Estados Unidos el derecho exclusivo a construir el Canal de Panamá.
- 18 de noviembre (domingo): en el centro de la Ciudad de México, a las tres de la mañana, la policía realiza una razzia en la Calle de la Paz (hoy calle Ezequiel Montes), arresta a 41 varones ―19 de ellos vestidos de mujer― y los lleva a la prisión Belén. Se libera a uno de ellos, don Ignacio de la Torre, que era el yerno del presidente Porfirio Díaz. El hecho es recordado en ese país como «El baile de los 41 maricones».[1]

### Diciembre
- 3 de diciembre: en Washington D. C., el presidente estadounidense Theodore Roosevelt lee un discurso de 20 000 palabras (2 horas) ante la Cámara de Representantes, pidiéndole al Congreso que impida el desarrollo de monopolios.
- 4 de diciembre: en el suburbio de Santa María (posiblemente Santa María la Ribera, a las afueras de México DF) la policía realiza una razzia en un bar lésbico.[1]
- 10 de diciembre: primera entrega de los Premios Nobel.
- 11 de diciembre: en Cornualles (Inglaterra), el inventor italiano Guglielmo Marconi realiza la primera radiotransmisión con la isla de Terranova (3500 kilómetros).
- 21 de diciembre: en Noruega las mujeres participan, por primera vez, en las elecciones comunales.
- 21de diciembre: en Basilea se funda la Asociación Internacional para la Protección Legal de los Trabajadores, base de la OIT.
- 21 de diciembre: William Harley y Arthur Davidson crean un prototipo de bicicleta motorizada, la primera Harley-Davidson.
- 21 de diciembre: se realiza el Congreso Sionista.

## Arte y literatura
- Antón Chejov: Las tres hermanas.
- Arthur Conan Doyle: El sabueso de los Baskerville.
- José María Vargas Vila: Alba roja, París.
- Manuel Arias-Paz: Manual de automóviles.
- Manuel Díaz Rodríguez: Ídolos rotos.
- Sigmund Freud: Psicopatología de la vida cotidiana.
- Rudyard Kipling: Kim.
- Thomas Mann: Los Buddenbrook.
- Julio Verne:
  - El pueblo aéreo.
  - Las historias de Jean-Marie Cabidoulin'.
- H. G. Wells: Los primeros hombres en la Luna.
- Stefan Zweig:
  - Cuerdas de plata.
  - En la nieve.
- Desconocido: Los protocolos de los sabios de Sion (texto antisemita).
- August Strindberg El sueño (obra de teatro).

## Ciencia y tecnología
- Karl Landsteiner descubre los grupos sanguíneos humanos.
- Iván Pavlov (médico ruso, 1849-1936) publica su Teoría de los reflejos condicionados.
- Guglielmo Marconi consigue que las ondas eléctricas crucen el Atlántico.
- Paul Uhlenhuth descubre la prueba de preciptina para especies.

## Deportes

### Fútbol
- 15 de febrero: en Lima (Perú) se funda el club de fútbol Alianza Lima.
- 25 de mayo: en Buenos Aires, se funda el Club Atlético River Plate.
- 8 de julio: se funda en Cuzco, Perú, el club de fútbol Cienciano.

### Golf
- Abierto de Estados Unidos:  Willie Anderson.
- Abierto Británico de Golf:  James Braid.

### Tenis
- Abierto de Estados Unidos:
  - Ganadora individual: Elisabeth Moore .
  - Ganador individual: William Larned .

- Campeonato de Wimbledon:
  - Ganadora individual: Charlotte Cooper .
  - Ganador individual: Arthur Gore .

- Torneo de Roland Garros:
  - Ganadora individual: P. Girod .
  - Ganador individual: André Vacherot .

## Nacimientos

### Enero
- 3 de enero: Ngô Dinh Diêm, presidente survietnamita entre 1955 y 1963 (f. 1963).
- 16 de enero: Fulgencio Batista, dictador cubano (f. 1973).
- 19 de enero: 
  - Hans Moser, domador de caballos y jinete suizo, campeón olímpico en 1948 (f. 1974).
  - Daniel-Rops, escritor e historiador francés (f. 1965).
- 21 de enero: Ricardo Zamora, futbolista español (f. 1979).
- 22 de enero: 
  - Hans Erich Apostel, compositor clásico austriaco (f. 1972).
  - Alberto Hurtado, sacerdote, jesuita y abogado chileno (n. 1901), fundador del Hogar de Cristo para niños huérfanos, maestro del sacerdote pedófilo Renato Poblete (1924‑2010), del catedrático y diácono pedófilo Hugo Montes (1926‑2022) y del sacerdote pedófilo Fernando Karadima (1930‑2021); canonizado en 2005 por el papa Benedicto XVI.[2]
- 24 de enero: Marcel Mule, saxofonista clásico y pedagogo francés (f. 2002).

### Febrero
- 1 de febrero: 
  - Clark Gable, actor estadounidense (f. 1960).
  - Frank Buckles, último excombatiente estadounidense de la Primera Guerra Mundial (f. 2011).
- 2 de febrero: Justiniano Marina, patriarca ortodoxo rumano entre 1948 y 1977 (f. 1977).
- 8 de febrero: Juan Martínez Gutiérrez, arquitecto chileno de origen español. (f. 1976).
- 10 de febrero: Stella Adler, actriz estadounidense (f. 1992).
- 20 de febrero: Muhammad Naguib, militar y político egipcio (f. 1984).
- 22 de febrero: Sara Insúa, escritora y periodista española (f. 1985).
- 25 de febrero: Zeppo Marx, actor y cómico (f. 1979).
- 28 de febrero: Linus Pauling, físico y químico estadounidense, premio nobel de química en 1954 y premio nobel de la paz en 1962 (f. 1994).

### Marzo
- 4 de marzo: Norah Borges, artista plástica y crítica de arte argentina  (f. 1998).
- 17 de marzo: Alfred Newman, compositor estadounidense (f. 1970).
- 24 de marzo: Ub Iwerks, animador y dibujante estadounidense (f. 1971).
- 25 de marzo: Ed Begley, actor estadounidense (f. 1970).
- 27 de marzo: 
  - Carl Barks, historietista y guionista estadounidense (f. 2000).
  - Enrique Santos Discépolo, compositor, músico, dramaturgo y cineasta argentino (f. 1951).

### Abril
- 1 de abril: Francisco Ascaso, anarcosindicalista español (f. 1936).
- 2 de abril: Francisco Gaona, educador, activista social, sindicalista e historiador paraguayo (f. 1980).
- 5 de abril: Melvyn Douglas, actor estadounidense (f. 1981).
- 6 de abril: Pier Giorgio Frassati, laico y montañista italiano (f. 1925).
- 13 de abril: 
  - Jacques Lacan, psiquiatra francés (f. 1981).
  - Paul Felix Lazarsfeld, matemático austriaco (f. 1976).
- 15 de abril: Joe Davis, jugador británico de billar y snooker (f. 1978).
- 29 de abril: Hirohito, emperador japonés (f. 1989).

### Mayo
- 1 de mayo (posiblemente en 1905): Joaquín Penina, anarquista y albañil catalán, ejecutado en la ciudad argentina de Rosario (f. 1930).
- 7 de mayo: Gary Cooper, actor estadounidense (f. 1961).
- 10 de mayo: Max Lorenz, tenor alemán (f. 1975).
- 20 de mayo: 
  - Max Euwe, ajedrecista neerlandés (f. 1981).
  - Jimmy Blythe. pianista y compositor estadounidense de blues (f. 1931).

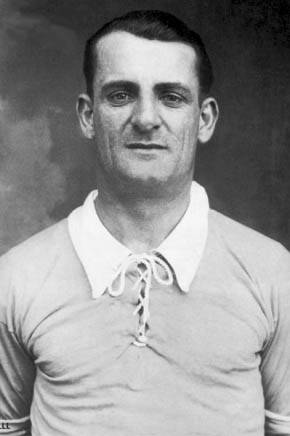
José Nasazzi

- 24 de mayo: José Nasazzi, futbolista uruguayo, campeón de la Copa Mundial de la FIFA 1930 (f. 1968).

### Junio
- 3 de junio: José Lins do Rego, escritor y periodista brasileño (f. 1957).
- 6 de junio: 
  - Jan Struther, escritora británica, creadora del personaje de La señora Miniver (f. 1953).
  - Achmed Sukarno, político indonesio (f. 1970).
- 8 de junio: Salustiano Sánchez Blázquez, supercentenario estadounidense de origen español (f. 2013).
- 12 de junio: Clyde Geronimi, director estadounidense de cine de animación (f. 1989).
- 13 de junio: Tage Erlander, primer ministro sueco (f. 1985).
- 18 de junio: Anastasia Nikoláyevna de Rusia, aristócrata rusa, hija del zar Nicolás II (f. 1918).
- 19 de junio: Piero Gobetti, editor, periodista y político italiano (f. 1926).
- 24 de junio: Harry Partch, compositor estadounidense (f. 1974).
- 25 de junio: Giacomo Debenedetti, escritor italiano (f. 1967).
- 30 de junio: Willie Sutton, atracador de bancos (f. 1980).

### Julio
- 7 de julio: Vittorio de Sica, cineasta y actor italiano (f. 1974).
- 9 de julio: Barbara Cartland, escritora británica (f. 2000).
- 14 de julio: Gerald Finzi, compositor británico (f. 1956).
- 15 de julio: Nicola Abbagnano, filósofo italiano (f. 1990).
- 17 de julio: Luigi Chinetti, piloto de automovilismo estadounidense (f. 1994).
- 28 de julio: Eduardo Víctor Haedo, político y presidente uruguayo (f. 1970).
- 31 de julio: Jean Dubuffet, pintor y escultor francés (f. 1985).

### Agosto
- 3 de agosto: Fanny Schiller, actriz mexicana (f. 1971).
- 4 de agosto: Louis Armstrong, músico de jazz estadounidense (f. 1971).
- 8 de agosto: 
  - Ernest Lawrence, físico estadounidense, premio nobel de física en 1939 (f. 1958).
  - Nina Berbérova, escritora rusa.
- 11 de agosto: Carlos Bernardo González Pecotche, escritor argentino (f. 1963).
- 14 de agosto: 
  - Mercedes Comaposada, activista feminista y anarcosindicalista española (f. 1994).
  - Zélie Lardé, pintora salvadoreña (f. 1974)
- 18 de agosto: 
  - Ramón Munita Eyzaguirre, obispo chileno (f. 1992).
  - Jean Guitton, filósofo y escritor francés (f. 1999).
- 20 de agosto: Salvatore Quasimodo, poeta y periodista italiano, premio nobel de literatura en 1959 (f. 1968).
- 26 de agosto: 
  - Hans Kammler, ingeniero civil alemán (f. ¿1945?).
  - Maxwell D. Taylor, militar estadounidense (f. 1987).

### Septiembre
- 12 de septiembre: Ramón Serrano Suñer, político español (f. 2003).
- 19 de septiembre: Ludwig von Bertalanffy, biólogo austriaco (f. 1972).
- 23 de septiembre: Jaroslav Seifert, escritor checoslovaco, premio nobel de literatura en 1984 (f. 1986).
- 28 de septiembre: Ed Sullivan, reportero y presentador de televisión estadounidense (f. 1974).
- 29 de septiembre: 
  - Enrico Fermi, físico italo-estadounidense, premio nobel de física en 1938 (f. 1954).
  - Giuseppe Lanza del Vasto, filósofo italiano (f. 1981).

### Octubre
- 10 de octubre: Alberto Giacometti, escultor y pintor suizo (f. 1966).
- 15 de octubre: Enrique Jardiel Poncela, escritor español (f. 1952).
- 28 de octubre: Walter Spalding, escritor, periodista, ensayista, genealogista y folclorista brasileño (f. 1976).

### Noviembre
- 3 de noviembre: André Malraux, escritor y político francés (f. 1976).
- 3 de noviembre: Leopoldo III, rey belga (f. 1983).
- 8 de noviembre: Gheorghe Gheorghiu-Dej, presidente rumano entre 1947 y 1965 (f. 1965).
- 10 de noviembre: José Gorostiza, poeta mexicano (f. 1973).
- 13 de noviembre: Arturo Jauretche, escritor y político argentino (f. 1974).
- 17 de noviembre: Lee Strasberg, cineasta estadounidense (f. 1903).
- 18 de noviembre: George Gallup, matemático y estadístico estadounidense (f. 1984).
- 21 de noviembre: Francisco Cantera Burgos, historiador y humanista español (f. 1978).

### Diciembre
- 2 de diciembre: Raimundo Orsi, futbolista italiano y argentino (f. 1986).
- 5 de diciembre: 
  - Werner Heisenberg, físico alemán, premio nobel de física en 1932 (f. 1976).
  - Walt Disney, dibujante, caricaturista, productor de películas y animador estadounidense (f. 1966).
- 14 de diciembre: Pablo I, rey griego (f. 1964).
- 16 de diciembre: Margaret Mead, antropóloga estadounidense (f. 1978).
- 19 de diciembre: Rudolf Hell, inventor alemán (f. 2002).
- 25 de diciembre: Alicia de Gloucester, miembro de la Familia Real Británica.
- 27 de diciembre: Marlene Dietrich, actriz alemana (f. 1992).

### Fecha desconocida
- Nélida Guerrero, cantante de tangos y actriz argentina.

## Fallecimientos
- 14 de enero: Víctor Balaguer, escritor y político español (n. 1824).
- 14 de enero: Charles Hermite, matemático francés (n. 1822).
- 22 de enero: Victoria del Reino Unido, reina británica, tras 64 años de reinado (n. 1819).
- 27 de enero: Giuseppe Verdi, compositor italiano (n. 1813).
- 3 de febrero: Fukuzawa Yukichi, filósofo político japonés (n. 1835).
- 11 de febrero: Ramón de Campoamor, poeta español (n. 1817).
- 21 de febrero: George Francis FitzGerald, físico irlandés (n. 1851).
- 13 de marzo: Benjamin Harrison, presidente estadounidense entre 1889 y 1893 (n. 1833).
- 5 de mayo: Mariano Ignacio Prado, militar y presidente peruano (n. 1825).
- 13 de junio: Clarín (Leopoldo Alas), crítico y novelista español.
- 7 de julio: Johanna Spyri, escritora suiza (n. 1827).
- 15 de julio: Tirso Salaverría, militar venezolano (n. 1821).
- 23 de julio: Gaspar da Silveira Martins, magistrado y político brasileño (n. 1834).
- 5 de agosto: Victoria, princesa británica y emperatriz alemana (n. 1840).
- 6 de septiembre: Gregorio Catalán, militar español (n. 1876).
- 9 de septiembre: Henri de Toulouse-Lautrec, pintor y cartelista francés (n. 1864).
- 14 de septiembre: William McKinley, presidente estadounidense entre 1897 y 1901 (n. 1843).
- 24 de octubre: Dióscoro Puebla, pintor español (n. 1831).
- 29 de noviembre: Francisco Pi y Margall, político español (n. 1834).
- 7 de diciembre: Lucio Meléndez, médico argentino (n. 1844).

## Premios Nobel
La primera ceremonia del Premio Nobel fue llevada a cabo en la antigua Real Academia Sueca de Música en Estocolmo, en 1901.
- Física: Wilhelm Röntgen.[3]
- Química: Jacobus Henricus van't Hoff.[3]
- Medicina: Emil Adolf von Behring.[3]
- Literatura: Sully Prudhomme.[3]
- Paz: Jean Henri Dunant, Frédéric Passy.[3]